# Piek Vossen
Petrus Theodorus Joseph Marie (Piek) Vossen (Schaesberg, 1960) is een Nederlands hoogleraar Computationele Lexicologie aan de Vrije Universiteit Amsterdam, hoofd van het Computational Lexicology & Terminology Lab en oprichter en voorzitter van de Global WordNet Association.

## Biografie
Vossen studeerde Nederlandse taal- en letterkunde en Algemene Taalwetenschap aan de Universiteit van Amsterdam. In 1995 promoveerde hij cum laude aan diezelfde universiteit. Sinds 2006 is hij hoogleraar aan de Vrije Universiteit Amsterdam.

## Erkenning
Vossen werd in 2013 onderscheiden met de Spinozapremie en winnaar van de "Enlighten Your Research"-competitie 2013 met het project "Can we Handle the News". In 2015 werd hij benoemd tot Ridder in de Orde van de Nederlandse Leeuw en in 2017 tot lid van de Koninklijke Nederlandse Academie van Wetenschappen.